# Drauzio Varella

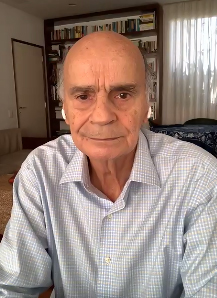
Drauzio Varella, 2020

Antônio Drauzio Varella (* 1. Januar 1943 in São Paulo) ist ein brasilianischer Arzt und Autor.
Nach dem Medizinstudium an der Universität seiner Vaterstadt spezialisierte Varella sich zunächst auf Infektionskrankheiten und später auch auf Immunologie und Onkologie. Ab 1986 trat er in Radioprogrammen für Jugendliche mit Beiträgen über Gesundheitsfragen, z. B. über AIDS, auf und später auch im Fernsehen. Von 1989 bis 2001 war er ehrenamtlich im Gefängnis Carandiru in der AIDS-Prävention tätig. Seine Erfahrungen und die erschreckenden Haftbedingungen beschreibt sein Buch Estação Carandiru (deutsch: Station Carandiru). Es wurde 2000 mit dem Prêmio Jabuti ausgezeichnet und 2002 von Héctor Babenco mit Luiz Carlos Vasconcelos in der Rolle Varellas verfilmt. 2009 wurde über die Beteiligung Varellas an einem Forschungsprojekt der Universidade Paulista berichtet, das in der reichen Flora des brasilianischen Regenwaldes pflanzliche Wirkstoffe für die Krebstherapie aufspüren will.
Varella wird oft mit folgendem Bonmot in Verbindung gebracht, das tatsächlich aber nicht von ihm stammt:

„In der heutigen Welt wird fünfmal mehr in Medikamente für die männliche Potenz und Silikon für Frauen investiert als für die Heilung von Alzheimerpatienten. Daraus folgernd haben wir in ein paar Jahren alte Frauen mit großen Titten und alte Männer mit hartem Penis, aber keiner von denen kann sich daran erinnern, wozu das gut ist.“

Dass er mit dieser Aussage nichts zu tun hat, stellte Varella schon am 25. Februar 2009 in der Zeitung Folha de S. Paulo klar.

## Schriften
- AIDS Hoje. mit Antonio Fernando Varella und Narciso Escaleira.
- Estação Carandiru. Companhia das Letras, 1999
- Macacos. Publifolha
- Nas ruas do Brás. Companhia das Letrinhas
- De braços para o alto. Companhia das Letrinhas
- Florestas do Rio Negro. mit Alexandre Adalardo de Oliveira und Douglas C. Daly
- Maré - Vida na Favela.
- Casa das Palavras. mit Paola Berenstein, Ivaldo Bertazzo und Pedro Seiblitz.
- Por um fio. Companhia das Letras, 2004.

In das Deutsche ist bisher keines seiner Werke übersetzt.